# Палата Атина
Палата „Атина“ се налази у Београду, на Теразијама 28 и представља непокретно културно добро као споменик културе

## Порекло назива
Палату, као стамбено-пословну зграду, по пројекту архитекте Димитрија Т. Лека, подигао је трговац Ђорђе Вучо 1902. године. Ђорђе Вучо купио је, крајем 19. века, кућу у којој је била мање угледна кафана „Код два тигра” дворског подрумџије Р. Јанковића. У приземљу зграде Антонио де Франко, кога је у Београд довео Никола Пашић и поставио га за дворског кувара Петра I Карађорђевића, отворио је кафану „Атина”, па је здање временом постало познато као Палата „Атина”.
Нешто касније, 1908. године, Ђорђе Вучо са истим архитектом подиже Вучину кућу на Сави, која представља непокретно културно добро као споменик културе.

## Архитектура палате
Кров је био двоводан са покривачем од бибер црепа. Грађена је поступком с краја 20. века од опеке и кречног малтера, са масивним зидовима равних таваница или плитких пруских сводова. На овој згради, са подрумом, приземљем, два спрата и поткровљем, радове је изводио грађевинар Јанаћко Костић. Изражајност фасада постигнута је стилским обликовањем у духу ренесансе, са два бочна ризалита и лођом дуж целе фасаде са колонадом стубова, док је хоризонтална подела фасада наглашена је међуспратним профилисаним венцом, кровним венцом и атиком са балустрадом. Орнаментика је заступљена око прозора и аркада на лођама.
Компонована као објекат са истакнутим декоративним куполама, зграда у структуралном погледу понавља академску традицију а композициони елементи указују на историјски поступак. По чистоћи стилских и композиционих карактеристика палата „Атина“ спада у ред антологијских примера београдске архитектуре с почетка 20. века.
Конзерваторско-рестаураторски радови обављани су 1969, 1988–1989. и 2003–2004. године.